# Martin Seymour-Smith
Martin Roger Seymour-Smith (24 de abril de 1928 – 1 de julho de 1998) foi um poeta, crítico literário e biógrafo britânico. 

## Vida
Nascido em Londres e educado na Universidade Oxford, ele tornou-se um dos mais promissores poetas da língua inglesa no período pós-guerra e conhecido por ter escrito as biografias de Robert Graves, Rudyard Kipling e Thomas Hardy. Em 1981, ele havia sido um estudante de astrologia há mais de 25 anos quando publicou seu único livro de astrologia, The New astrólogo.
Poliglota e autor de diversos livros, ficou mais famoso no Brasil pelo Os cem livros que mais influenciaram a Humanidade, lançado em 1998. Mundialmente, Seymour-Smith foi talvez mais conhecido por seu Guide to Modern World Literature, que foi publicado em 1973 e revisado, expandindo-se em 1986 como The Macmillan Guide to Modern World Literature — ambos sem tradução para português. O livro foi um estudo tão aprofundado da poesia do século 20, drama e ficção que alguns críticos duvidaram que era o trabalho de uma pessoa — até que eles leram e encontraram a voz inconfundível de Seymour-Smith e opiniões profundamente sentidas em cada entrada.
Poesia, a escrita e leitura de poemas estavam no coração da família Seymour-Smith. O último livro que Martin publicou em vida foi o volume de poemas Wilderness, dedicada a Janet, sua esposa que faleceu dois meses após a morte do poeta.

## Crítica literária
- The Guide to Modern World Literature (O novo guia da literatura do mundo moderno), Hodder & Stoughton, London (1975)
- Who's Who in 20th Century Literature (Quem é quem na literatura do século XX), Mcgraw-Hill, Columbus, OH. (1977) ISBN 0-07-056350-0
- Novels and Novelists: A Guide to the World of Fiction, St. Martins Press, London (1980) ISBN 0-312-57966-7
- A Reader's Guide to Fifty European Novels, Rl Innactive Titles (1980) ISBN 0-389-20138-3
- Robert Graves: His Life and Work, Bloomsbury Publishing PLC., London (1982) ISBN 0-7475-2205-7
- The New Astrologer, Macmillan Pub Co., London (1983) ISBN 978-0-02-081940-0
- The New Guide to Modern Literature, Peter Bedrick Books, New York (1985) ISBN 0-87226-000-3
- The 100 Most Influential Books Ever Written (Os 100 Livros Que mais Influenciaram a Humanidade), MJF Books – Fine Communications, New York (1998) ISBN 1-56731-678-6
- Collected Poems 1943–1993, Greenwich Exchange (2006)
- The Poems of Martin Seymour-Smith, Rún Press (2014)

## Biografia
- Robert Graves: His Life and Work,
- Thomas Hardy – a Biography
- Rudyard Kipling – a Biography

## Poesia
- Reminiscences of Norma
- Poemas Escolhidos (2005)